# 몰도바 국립도서관

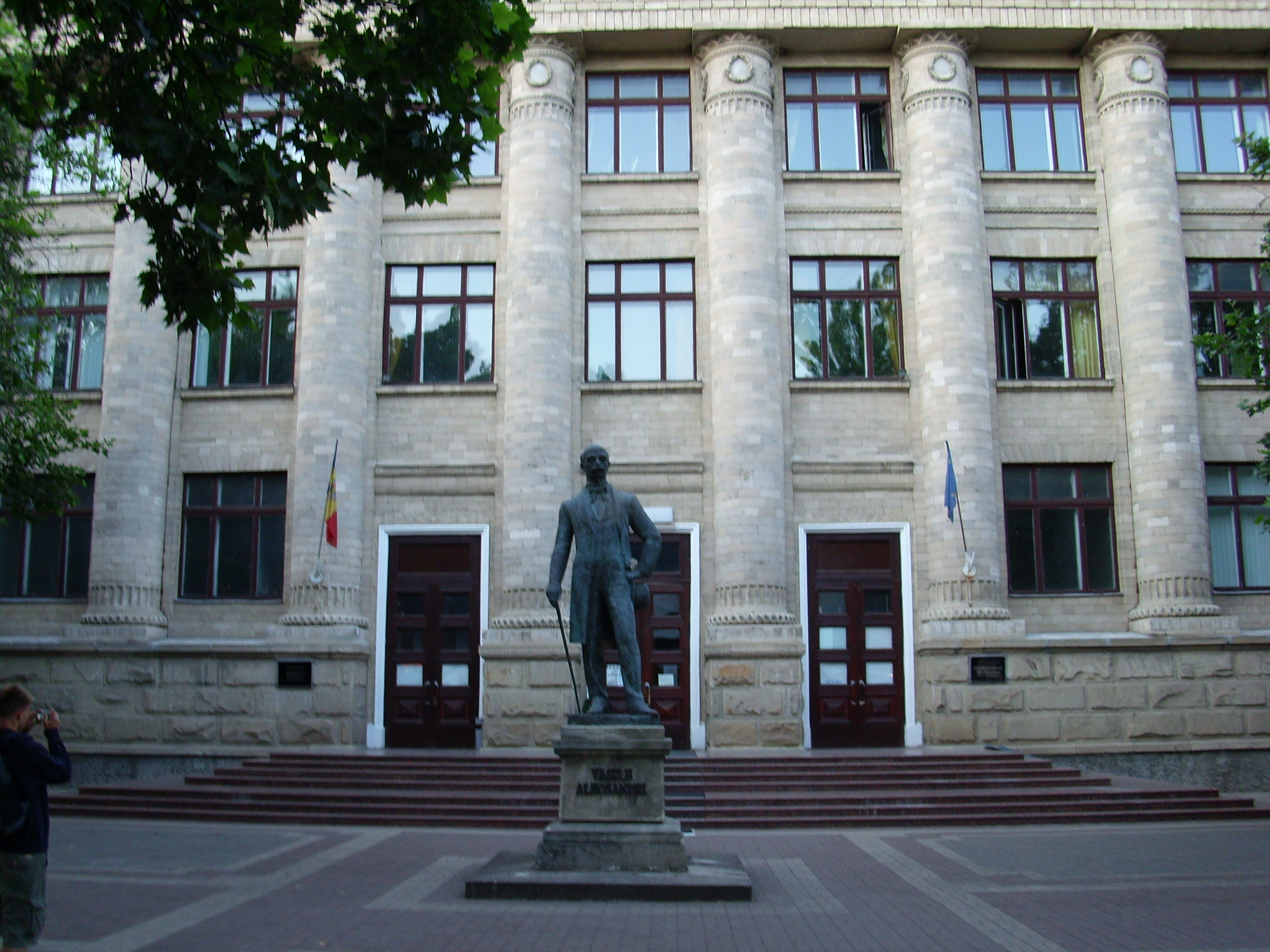
몰도바 국립도서관

몰도바 국립도서관(루마니아어: Biblioteca Naţională a Republicii Moldova)은 몰도바 키시너우에 위치한 국립도서관이다. 1940년에 설립되었으며 이는 1832년 베사라비아 주지사 공공도서관(Gubernatorial Public Library of Bessarabia)에 뿌리를 둔다. 이 도서관은 17세 이상의 모든 사용자들이 이용할 수 있다.

## 같이 보기
- 국립도서관